# Lesja kommun
Lesja kommun (norska: Lesja kommune) är en kommun längst upp i Gudbrandsdalen i Innlandet fylke i Norge. Kommunens centralort är tätorten Lesja. Andra samhällen är Lora, Lesjaverk, Lesjaskog och Bjorli.
Av kommunens areal ligger 82 % mer än 900 meter över havet. Bebyggelsen ligger huvudsakligen på 500 till 650 meters höjd längs Raumabanan och Europaväg 136. Kommunens huvudnäring är lantbruk, som sysselsätter nästan 40 % av de yrkesverksamma.
Raumabanan passerar Lesjaverk, en före detta bruksort med rester av gruvor, kolmilor, masugn och järnverk, som var i drift från 1659 till 1812. En damm byggdes 1660 i sjön Lesjaskogsvatnet.

## Administrativ historik
Lesja kommun grundades på 1830-talet, samtidigt med flertalet andra norska kommuner. 1863 delades kommunen och Dovre kommun blev en självständig kommun.

## Tätorter
I Lesja kommun finns en tätort:
- Lesja (centralort)

## Socknar
Inom Norska kyrkan motsvaras Lesja kommun av Lesja og Lesjaskogs socken i Nord-Gudbrandsdals prosteri i Hamars stift.

## Bilder

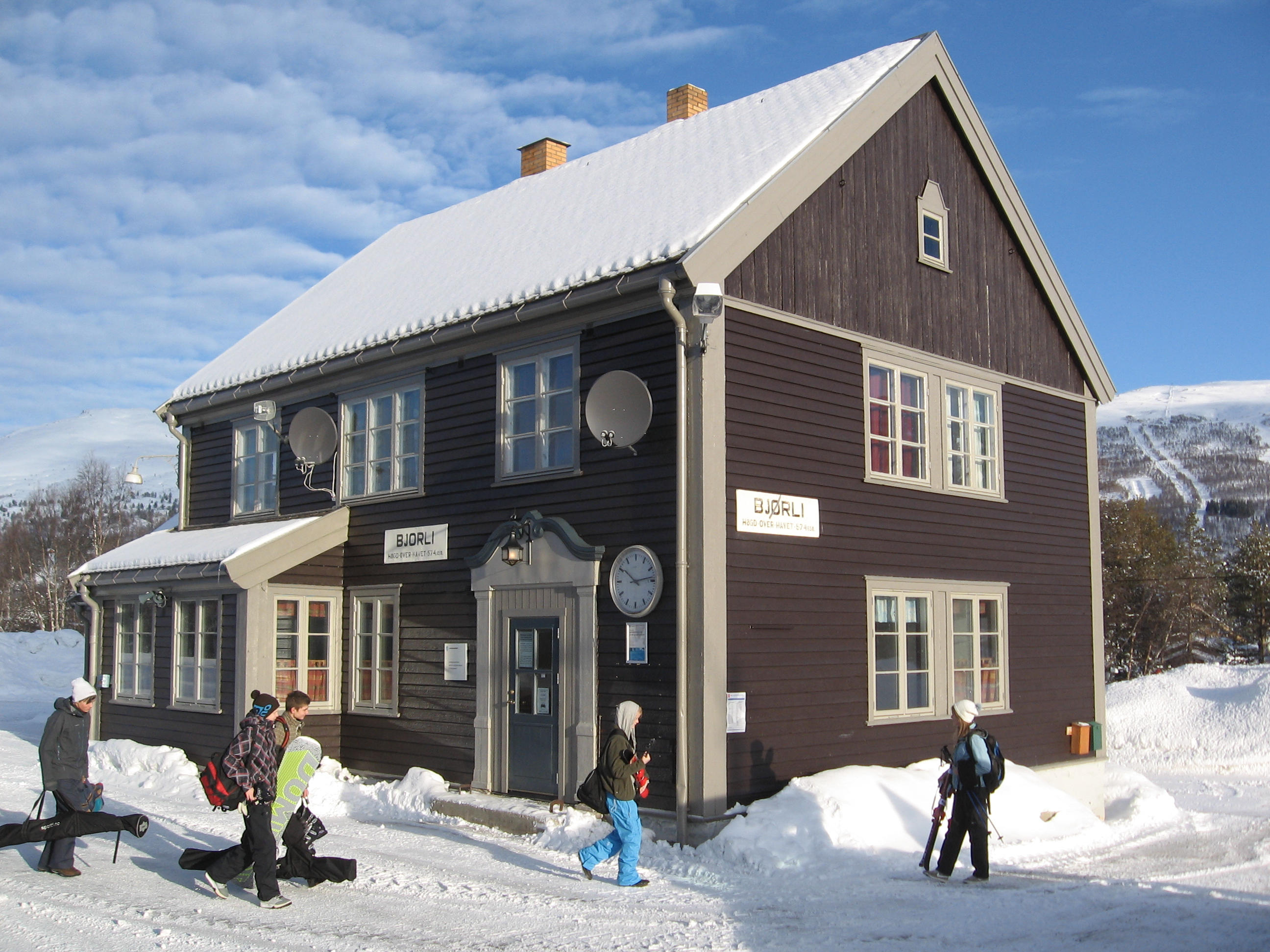
Bjorli station.
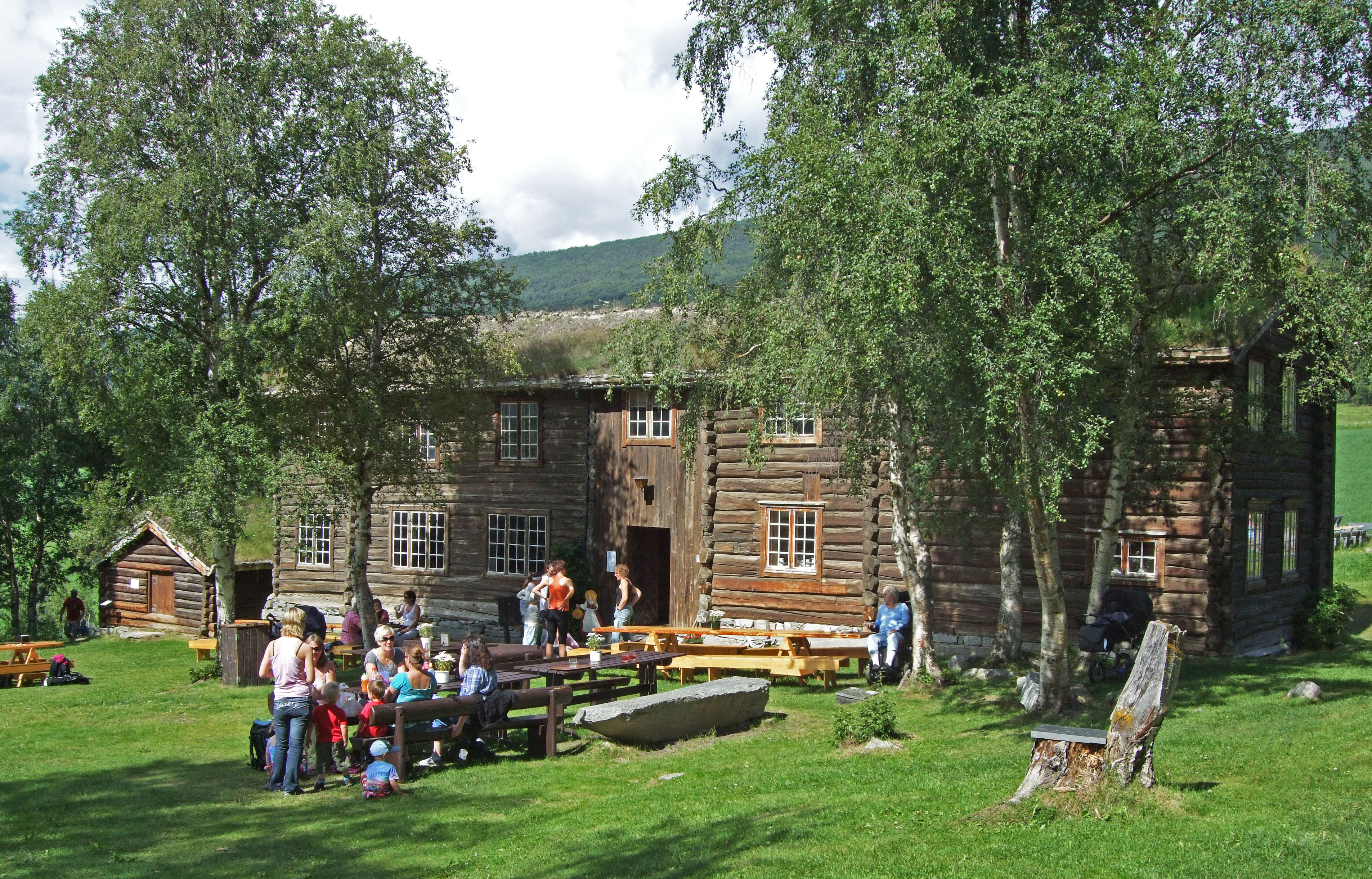
Lesja hembygdsgård.